# Vega (Aller)
Vega es un lugar y una parroquia del concejo asturiano de Aller, en España.
Limita al norte con el concejo de Laviana, al sur con la parroquia de Bello, al este con la de Pelúgano y al oeste con las de Cabañaquinta y Serrapio.
En sus 6,8 km² habitan un total de 191 personas (2011) repartidas entre las poblaciones de Escobio (Escoyo en asturiano y oficialmente), Fornos, Levinco (L.levinco) y Vega.
El lugar de Vega se halla a 475 metros de altitud y en él habitan 15 personas. Se encuentra a 1 kilómetro de Cabañaquinta, la capital del concejo.